# Psammodromus hispanicus
Espèce
Statut de conservation UICN

 LC  : Préoccupation mineure
Le Psammodrome hispanique, Psammodrome d'Edwards, Psammodrome des sables ou Psammodrome cendré (Psammodromus hispanicus) est une espèce de sauriens de la famille des Lacertidae.

## Répartition
Cette espèce se rencontre en Espagne et dans le sud de la France.

## Taxinomie
La sous-espèce Psammodromus hispanicus edwardsianus a été élevée au rang d'espèce par Fitze, Gonzalez-Jimena, San-José, San Mauro et Zardoya en 2012 et l'espèce Psammodromus occidentalis a été créée.

## Publication originale
- Fitzinger, 1826 : Neue Classification der Reptilien nach ihren natürlichen Verwandtschaften nebst einer Verwandschafts-Tafel und einem Verzeichnisse der Reptilien-Sammlung des K. K. Zoologischen Museums zu Wien J. G. Heubner, Wien, p. 1-66 (texte intégral).